# Музей Банку Англії
Музей Банку Англії  — музей що розповідає історію Банку Англії з моменту його заснування в 1694 році до його ролі сьогодні як центрального банку Сполученого Королівства. Будучи центральною ланкою фінансової системи Великої Британії, Банк прагне до розвитку країни і підтримки фінансової стабільності.
Музей Національного Банку Англії розташований в його східній частині на вулиці Бартоломью-лейн (англ. Bartholomew Ln). Музей безкоштовно відкритий для відвідування в будні і в день параду лорда-мера. Він займає площу 1000 м² (10000 футів²) і розміщується в реконструйованому будинку кінця XVIII століття. Виставкові зали оповідають про історію банку в строго хронологічному порядку, містять безліч зображень банку в різні періоди його реконструкції. В іншій секції, під назвою «Банк Сьогодні», для демонстрації діяльності банку використовуються сучасні технології.
Експозиція Музею Банку Англії розташована в зоні ротонди та включає матеріали з власної колекції банку  — книги, документи, гравюри, живопис, меблі, скульптури, банкноти, монети, фотографії, срібні і золоті злитки, до яких можна доторкнутись. Експозиції музею знайомлять відвідувачів із розвитком платіжнної системи Англії: римські золоті злитки часів панування римлян на туманному Альбіоні, піки і мушкети, що використовувались для захисту Банку в середні віки, боргові розписки.
Раніше доступ до колекцій банку був обмежений попереднім записом, в супроводі охорони відвідувачі могли потрапити тільки в маленький виставковий зал. У 80-х роках банк вирішив відкрити свої двері і колекції широкому загалу. Було запропоновано побудувати музей, відкриття якого планувалося на трьохсотріччя банку (1994). Проте пожежа 1986-ого завдала серйозних пошкоджень будівлі вище передбачуваного місця, і було прийнято рішення почати будівництво музею до проведення ремонтних робіт. 18 місяців по тому, у 1988, музей був урочисто відкритий Королевою. У тому ж році він отримав премію Місто спадщини (City Heritage Award)та премію Камінь Федерації за визначну майстерність (Stone Federation Award for Outstanding Craftsmanship).
Співробітник музею у рожевій лівреї може відповісти на будь-який ваше запитання, навіть якщо для цього йому потрібно буде зв'язатися з Банком. Наприклад, чи знаєте ви, чому англійський фунт стерлінгів позначається саме так? Він утворений від латинської абревіатури LSD (Librae, Solidi et Denarii — це римські назви монет, відповідні фунтам, шилінгам і пенсам), горизонтальні рисочки означають скорочення слів.
Творці Музею Банку Англії подбали про те, щоб ця досить серйозна тема була цікава і дітям. Їм буде цікавий реконструйований офіс банку XVIII століття з восковими фігурами що працюють у ньому банкірів, безліч інтерактивних відеоекранів. І головна «приваба», що притягає всіх відвідувачів — велика прозора піраміда, заповнена злитками золота.
Сучасніші експозиції присвячені фондовому ринку, фінансового обігу та інших питань роботи банку. Тут є навіть складна інтерактивна гра, що імітує торгівлю на фондовому ринку. Є завдання для дітей 5-8 років, 9-12 років і 13-16 років, їх завдання можна взяти біля входу.
У дні шкільних канікул Музей організовує заняття з дітьми з різних тем, наприклад дизайн власних банкнот.

## Експозиції
У музеї існує постійно діюча експозиція присвячена Кеннету Грему, автору дитячої книги «Вітер у вербах», що працював протягом тридцяти років в банку, дослужившись до звання секретаря. Експозиція включає його драматичну заяву про відставку.